# Quadratische Formen von Zufallsvariablen
Eine quadratische Form von {\displaystyle n} reellen Zufallsvariablen {\displaystyle X_{1},\dots ,X_{n}}, die eine gemeinsame Wahrscheinlichkeitsverteilung besitzen, ist eine Zufallsvariable, die sich additiv aus Summanden der Form {\displaystyle a_{ij}X_{i}X_{j}} mit reellen Konstanten {\displaystyle a_{ij}} für {\displaystyle i,j=1,\dots ,n} zusammensetzt.  

## Notation
Vektoren werden standardmäßig als Spaltenvektoren aufgefasst. Der hochgestellte Index {\displaystyle T} kennzeichnet die Transponierung eines Vektors oder einer Matrix. {\displaystyle \mathbb {R} ^{m\times n}} bezeichnet die Menge der reellwertigen Matrizen mit {\displaystyle m} Zeilen und {\displaystyle n} Spalten. {\displaystyle \mathbf {I} _{n}} sei die Einheitsmatrix der Ordnung {\displaystyle n}. Für eine quadratische Matrix {\displaystyle \mathbf {A} \in \mathbb {R} ^{n\times n}} bezeichnet {\displaystyle \operatorname {Spur} (\mathbf {A} )} die Spur der Matrix {\displaystyle \mathbf {A} }, das ist die Summe der Diagonaleinträge.

## Definition
{\displaystyle \mathbf {X} =(X_{1},\dots ,X_{n})^{T}} sei ein Zufallsvektor mit Werten in {\displaystyle \mathbb {R} ^{n}}. {\displaystyle \mathbf {A} \in \mathbb {R} ^{n\times n}} sei eine quadratische Matrix mit Elementen {\displaystyle a_{ij}} für {\displaystyle i,j=1,\dots ,n}. Dann heißt
{\displaystyle \mathbf {X} ^{T}\mathbf {A} \mathbf {X} =\sum _{i=1}^{n}\sum _{j=1}^{n}a_{ij}X_{i}X_{j}}
quadratische Form der reellen Zufallsvariablen {\displaystyle X_{1},\dots ,X_{n}}.

## Eigenschaften
- {\displaystyle \mathbf {X} ^{T}\mathbf {A} \mathbf {X} } ist eine reelle Zufallsvariable.
- Falls {\displaystyle \mathbf {A} } eine positiv semidefinite Matrix ist, gilt {\displaystyle \mathbf {X} ^{T}\mathbf {A} \mathbf {X} \geq 0}.
- Es gilt {\displaystyle \mathbf {X} ^{T}\mathbf {A} \mathbf {X} =\mathbf {X} ^{T}\mathbf {A} ^{T}\mathbf {X} }. Daher gilt auch {\displaystyle \mathbf {X} ^{T}\mathbf {A} \mathbf {X} =\mathbf {X} ^{T}\mathbf {B} \mathbf {X} } für die symmetrische Matrix {\displaystyle \mathbf {B} =(\mathbf {A} +\mathbf {A} ^{T})/2}. Für viele Eigenschaften quadratischer Formen von Zufallsvariablen stellt daher die Beschränkung auf symmetrische Matrizen {\displaystyle \mathbf {A} } keine Einschränkung dar.
- Es gilt

{\displaystyle \mathbf {X} ^{T}\mathbf {I} _{n}\mathbf {X} =\sum _{i=1}^{n}X_{i}^{2}\;.}

## Erwartungswert einer quadratischen Form
Satz: {\displaystyle \mathbf {X} } sei ein {\displaystyle n}-dimensionaler Zufallsvektor mit dem Erwartungswertvektor {\displaystyle {\boldsymbol {\mu }}=(\mu _{1},\dots ,\mu _{n})^{T}\in \mathbb {R} ^{n}} und der Kovarianzmatrix {\displaystyle {\boldsymbol {\Sigma }}\in \mathbb {R} ^{n\times n}}. Für jede Matrix {\displaystyle \mathbf {A} \in \mathbb {R} ^{n\times n}} gilt
{\displaystyle \mathbb {E} [\mathbf {X} ^{T}\mathbf {A} \mathbf {X} ]=\operatorname {Spur} (\mathbf {A} {\boldsymbol {\Sigma }})+{\boldsymbol {\mu }}^{T}{\boldsymbol {\Sigma }}{\boldsymbol {\mu }}\;.}
Diese Aussage gilt unabhängig davon, ob {\displaystyle \mathbf {A} } symmetrisch ist und ob {\displaystyle {\boldsymbol {\Sigma }}} invertierbar ist. Unmittelbar aus diesem Satz ergeben sich die folgenden Spezialfälle:
- Der zentrierte Zufallsvektor {\displaystyle \mathbf {X} -{\boldsymbol {\mu }}} hat den Erwartungswertvektor {\displaystyle \mathbf {0} =(0,\dots ,0)^{T}\in \mathbb {R} ^{n}} und dieselbe Kovarianzmatrix {\displaystyle {\boldsymbol {\Sigma }}} wie der Zufallsvektor {\displaystyle \mathbf {X} }, so dass sich

{\displaystyle \mathbb {E} [(\mathbf {X} -{\boldsymbol {\mu }})^{T}\mathbf {A} (\mathbf {X} -{\boldsymbol {\mu }})]=\operatorname {Spur} (\mathbf {A} {\boldsymbol {\Sigma }})}
ergibt.
- Ein wichtiger Spezialfall ergibt sich, wenn die Kovarianzmatrix {\displaystyle {\boldsymbol {\Sigma }}} invertierbar ist. Dann gilt

{\displaystyle \mathbb {E} [(\mathbf {X} -{\boldsymbol {\mu }})^{T}{\boldsymbol {\Sigma }}^{-1}(\mathbf {X} -{\boldsymbol {\mu }})]=n},
denn {\displaystyle \operatorname {Spur} ({\boldsymbol {\Sigma }}^{-1}{\boldsymbol {\Sigma }})=\operatorname {Spur} (\mathbf {I_{n}} )=n}.
- Für einen Vektor {\displaystyle \mathbf {b} \in \mathbb {R} ^{n}} hat der Zufallsvektor {\displaystyle \mathbf {X} -\mathbf {b} } den Erwartungswertvektor {\displaystyle {\boldsymbol {\mu }}-\mathbf {b} } und dieselbe Kovarianzmatrix {\displaystyle {\boldsymbol {\Sigma }}} wie der Zufallsvektor {\displaystyle \mathbf {X} }, so dass sich

{\displaystyle \mathbb {E} [(\mathbf {X} -\mathbf {b} )^{T}\mathbf {A} (\mathbf {X} -\mathbf {b} )]=\operatorname {Spur} (\mathbf {A} {\boldsymbol {\Sigma }})+({\boldsymbol {\mu }}-\mathbf {b} )^{T}{\boldsymbol {\Sigma }}({\boldsymbol {\mu }}-\mathbf {b} )}
ergibt.

## Wahrscheinlichkeitsungleichungen für quadratische Formen
Satz: {\displaystyle \mathbf {X} } sei ein {\displaystyle n}-dimensionaler Zufallsvektor mit dem Erwartungswertvektor {\displaystyle {\boldsymbol {\mu }}\in \mathbb {R} ^{n}} und der Kovarianzmatrix {\displaystyle {\boldsymbol {\Sigma }}\in \mathbb {R} ^{n\times n}}. Es sei {\displaystyle \mathbf {b} \in \mathbb {R} ^{n}} und die quadratischen reellen Matrizen {\displaystyle \mathbf {B} _{j}\in \mathbb {R} ^{n\times n}} für {\displaystyle j=1,\dots ,m} seien positiv semidefinit. Mit positiven Konstanten {\displaystyle \delta _{j}>0} für {\displaystyle j=1,\dots ,m} seien die {\displaystyle m} Ereignisse
{\displaystyle A_{j}:=\{(\mathbf {X} -{\boldsymbol {b}})^{T}\mathbf {B} _{j}(\mathbf {X} -{\boldsymbol {b}})\leq \delta _{j}\},\quad j=1,\dots ,m}
definiert. Dann gilt
{\displaystyle P\left(\bigcap _{j=1}^{m}A_{j}\right)\geq 1-\left({\frac {\gamma _{1}}{\delta _{1}}}+\dots +{\frac {\gamma _{m}}{\delta _{m}}}\right)}
mit
{\displaystyle \gamma _{j}=\operatorname {Spur} (\mathbf {B} _{j}{\boldsymbol {\Sigma }})+({\boldsymbol {\mu }}-{\boldsymbol {b}})^{T}{\boldsymbol {\mathrm {B} }}_{j}({\boldsymbol {\mu }}-{\boldsymbol {b}}),\quad j=1,\dots ,m.}
Ein wichtiger Spezialfall ergibt sich für {\displaystyle m=1}, {\displaystyle {\boldsymbol {b}}={\boldsymbol {\mu }}}, 
{\displaystyle \mathbf {B} _{1}={\boldsymbol {\Sigma }}^{-1}} und {\displaystyle \delta _{1}=\delta >0}. Dann gelten die Ungleichungen
{\displaystyle P\left((\mathbf {X} -{\boldsymbol {\mu }})^{T}{\boldsymbol {\Sigma }}^{-1}(\mathbf {X} -{\boldsymbol {\mu }})\leq \delta \right)\geq 1-{\frac {n}{\delta }}}
und
{\displaystyle P\left((\mathbf {X} -{\boldsymbol {\mu }})^{T}{\boldsymbol {\Sigma }}^{-1}(\mathbf {X} -{\boldsymbol {\mu }})>\delta \right)\leq {\frac {n}{\delta }}\;.}
Die letzte Ungleichung wurde bereits 1962 von Samuel Stanley Wilks angegeben und ist eine multivariate Verallgemeinerung der Tschebyscheffschen Ungleichung, die für eine reelle Zufallsvariable {\displaystyle X} mit dem Erwartungswert {\displaystyle \mu } und der Varianz {\displaystyle 0<\sigma ^{2}<\infty } in der Form
{\displaystyle P\left({\frac {(X-\mu )^{2}}{\sigma ^{2}}}>\delta \right)\leq {\frac {1}{\delta }},\quad \delta >0}
geschrieben werden kann.